# Isocyanide

Algemene structuurformule van een isocyanide.

De isocyaniden of isonitrilen vormen een klasse van organische verbindingen, met als algemene brutoformule R-N≡C. Hierin is R een alkyl- of arylgroep en dragen zowel stikstof als koolstof een formele (respectievelijk positieve en negatieve) lading. De isocyaniden vormen de structuurisomeren van de cyaniden of nitrilen, vandaar het prefix iso-.
Isocyaniden komen ook voor in de natuur. Een voorbeeld is xantocilline, het eerste ontdekte natuurlijk voorkomende isocyanide, dat uit de schimmel Penicillium chrysogenum werd geïsoleerd.

## Nomenclatuur
Waar de IUPAC-nomenclatuur in de meeste gevallen het suffix -nitril of -carbonitril aanwendt voor organische cyaniden, worden de organische isocyaniden meestal aangeduid met het prefix isocyano-. Met methaan wordt dit bijvoorbeeld isocyanomethaan. Als alternatief kan ook voor de alkylnomenclatuur worden geopteerd. Hierbij wordt het suffix -isocyanide toegevoegd aan de desbetreffende alkyl- of arylnomenclatuur. Zo kan isocyanomethaan ook benoemd worden als methylisocyanide.
In een aantal gevallen kan dergelijke nomenclatuur tot onbedoelde misverstanden leiden. Zo zijn ethylnitril en ethylisonitril geen structuurisomeren van elkaar, terwijl het prefix iso- dit wel degelijk suggereert. Daarentegen zijn ethylcyanide en ethylisocyanide wel structuurisomeren van elkaar.
Om conflicten met de systematische nomenclatuur te vermijden wordt soms de term carbylamine ingevoerd om isocyaniden aan te duiden. Dergelijke naamgeving is echter in het Nederlands uitzonderlijk en wordt zelden toegepast.

## Structuur en eigenschappen
Het isocyanide-gedeelte van een molecule is lineair. De functionele groep wordt gekenmerkt door twee resonantiestructuren: één met een drievoudige binding tussen stikstof en koolstof en één met een dubbele binding. In deze laatste resonantiestructuur bezit koolstof een carbeenachtig karakter.
Opvallend is dat de eerste resonantiestructuur (met formele ladingen) de belangrijkste is. Daarom wordt in de structuurformule een isocyanide altijd met formele ladingen voorgesteld.
Isocyaniden zijn iso-elektronisch met koolstofmonoxide. Bovendien zijn ze vatbaar voor polymerisatie.
De meeste isocyaniden hebben een zeer indringende en onaangename geur. Enkel de niet-vluchtige verbindingen, zoals tosylmethylisocyanide (TOSMIC), bezitten geen noemenswaardige geur.

## Synthese van isocyaniden
Het allereerste isocyanide (allylisocyanide) werd in 1859 bereid door de scheikundige W. Lieke uit reactie van allyljodide en zilvercyanide. Het gebruik van het zilverzout van blauwzuur blijkt essentieel te zijn. In normale omstandigheden zou de alkylering van een alkalimetaalcyanide (zoals natriumcyanide of kaliumcyanide) het overeenkomstig nitril geven, maar het zilverion beschermt het koolstofuiteinde zodanig dat alkylering op het stikstofatoom plaatsgrijpt. Meestal worden isocyaniden echter bereid door de reactie van primaire amines met dichloorcarbeen of via de dehydratie van een formamide met fosforylchloride.
Een alternatieve synthesemethode is de reactie van organolithiumverbindingen met oxazolen of benzoxazolen:
Het hierbij gebruikte benzoxazool wordt gedeprotoneerd op de 2-positie door n-butyllithium. De gevormde cyclische organolithiumverbinding is in evenwicht met het gelithieerde 2-isocyanofenolaat. Deze structuur kan worden vastgezet door een elektrofiel reagens, zoals een zuurchloride. De gevormde ester tussen beide structuren heeft een milde kersengeur.

## Reacties
Isocyaniden zijn opmerkelijk genoeg stabiel voor sterke basen, maar ze zijn redelijk gevoelig voor zuren. Ze worden daarom vaak bereid onder basische omstandigheden. In aanwezigheid van zuren hydrolyseren ze sommigen tot de overeenkomstige formamiden, terwijl anderen polymeriseren.
Isocyaniden worden in de organische synthese gebruikt bij multicomponentreacties, zoals de Ugi-reactie en de Passerini-reactie.